# Turdaș
Turdaș (Hongaars: Tordos) is een dorp en Roemeense gemeente in het district Hunedoara.
Turdaș telt 1952 inwoners. De gemeente bestaat uit vier dorpen: Pricaz (Perkász), Râpaș (Répás), Spini (Pád) en Turdaș.

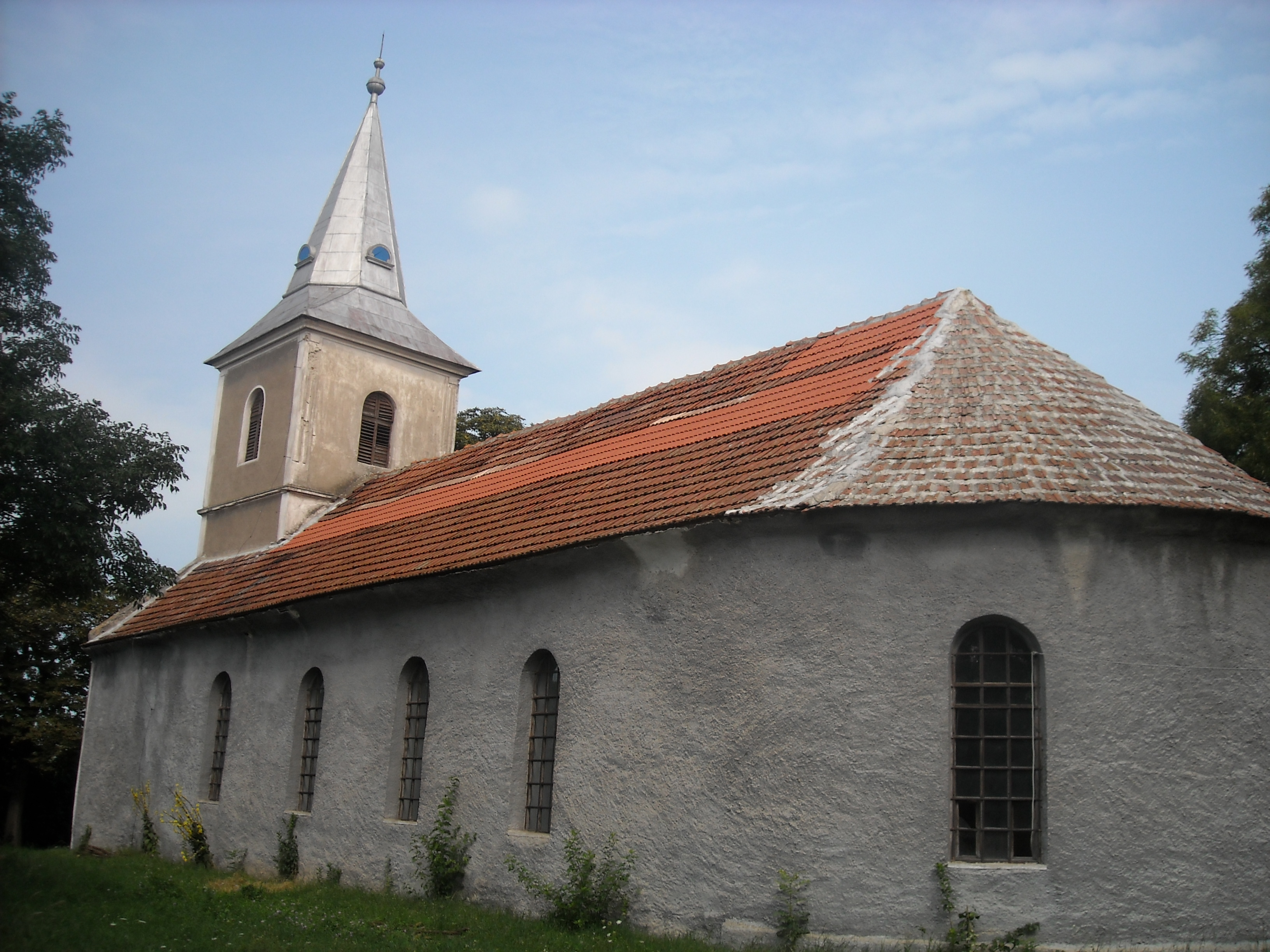
De Hongaars Gereformeerde kerk van Turdas

Het hoofddorp kent circa 500 inwoners waaronder 25 personen van de Hongaarse minderheid in Roemenië. Het dorp werd in de 13e eeuw gesticht door Saksische kolonisten die door de Hongaarse koning werden gevraagd om de zuidelijke grenzen van Hongarije te bewaken. In de 15e eeuw vielen Turken het dorp binnen en vermoorden de gehele bevolking. Daarna werd het dorp opnieuw bevolkt door voornamelijk Hongaren. Deze groep werd echter door de instroom van Roemeense landarbeiders overvleugeld.
Tegenwoordig is het dorp vrijwel volledig Roemeenstalig. Het dorp behoorde historisch tot de streek Marosmente.
Bezienswaardig zijn de Hongaars Gereformeerde kerk uit de 16e eeuw en de Roemeens Orthodoxe kerk uit 1774.

## Bevolkingssamenstelling
In 1850 telde de gemeente 1.858 inwoners waarvan 1.671 Roemenen, 160 Hongaren en 27 Roma. Het hoogste aantal inwoners (2.280) en gelijktijdig het hoogste aantal Roemenen (2.155) werd in 1977 bereikt. Die Het hoogste aantal Roma (384) werd in 2002 geteld, het aantal Hongaren (160) was in 1850 het hoogst, en het aantal Saksen (18)  in het jaar 1890. 
Op 31 Oktober 2011 had de gemeente Turdaș 712 huishoudens en 1.824 inwoners tijdens de volkstelling.